# Liste des présidents de la Lituanie
Pour un article plus général, voir Président de la république de Lituanie.

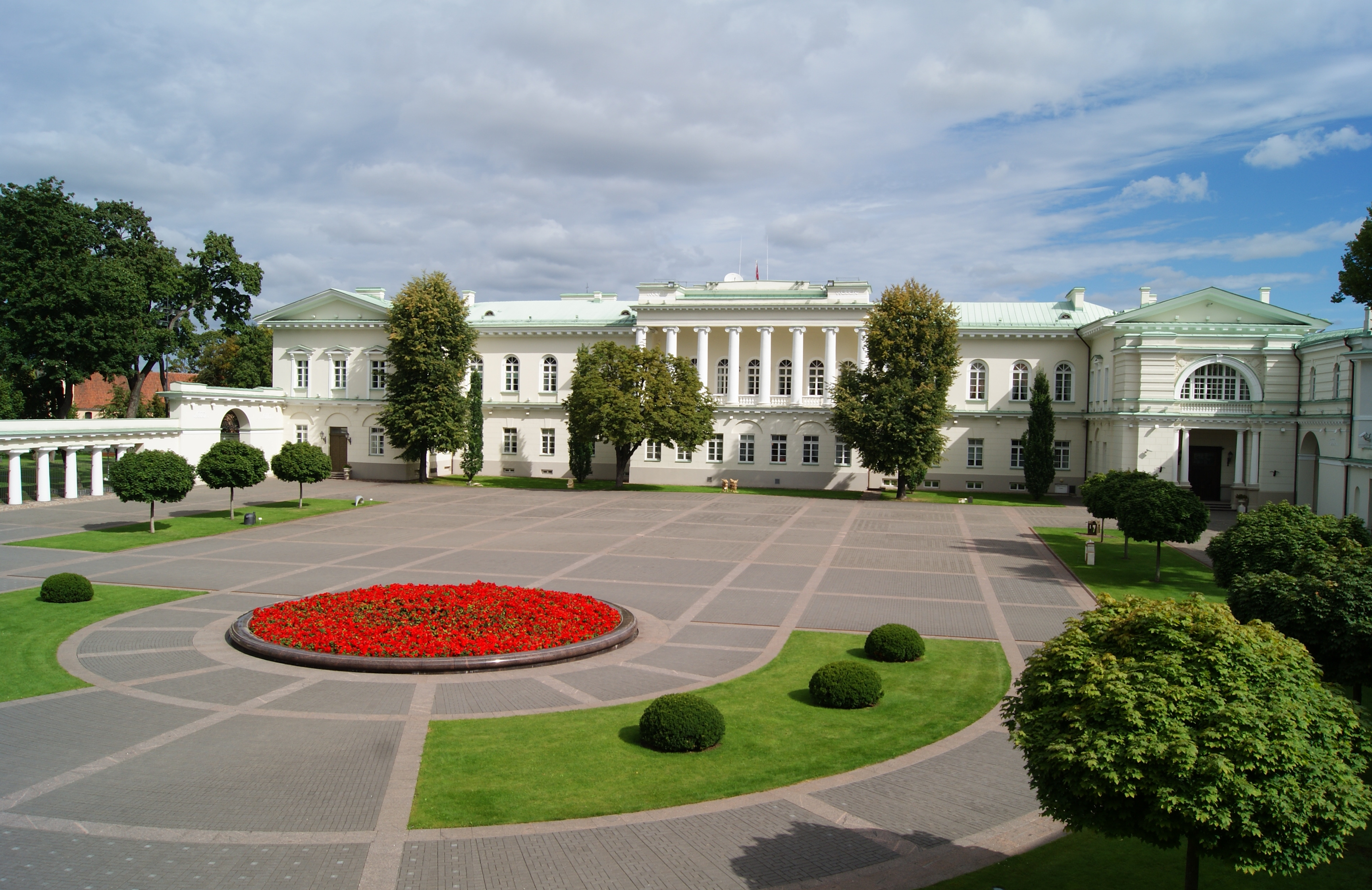
Le palais présidentiel situé à Vilnius, résidence officielle des présidents lituaniens depuis 1997.

Cet article dresse la liste des présidents de la république de Lituanie de la création de la fonction en 1919 à son abolition en 1940, puis depuis son rétablissement en 1990.
Cette fonction est établie le 4 avril 1919, à la suite de la déclaration d'indépendance du pays en 1918. À partir de 1940, la Lituanie est occupée par l'URSS et devient en son sein la république socialiste soviétique de Lituanie. Durant la période soviétique, le rôle de président de la République est aboli. Le 11 mars 1990, l'acte de rétablissement de l'État lituanien proclame le retour de l'indépendance du pays et rétabli la fonction présidentielle avec la promulgation de la Constitution de 1992, après une période de transition houleuse.
Depuis l'élection du premier président Antanas Smetona en 1919, huit personnes, dont une femme Dalia Grybauskaitė, ont officiellement occupé le poste de président. Enfin, le Seimas considère à titre posthume Jonas Žemaitis-Vytautas et Adolfas Ramanauskas — chefs de la résistance lituanienne pendant l'occupation soviétique — comme ayant exercé le rôle de président de la République.
Depuis le 12 juillet 2019, l'actuel titulaire est l'indépendant Gitanas Nausėda élu en 2019 puis réélu en 2024.

## Liste des présidents

### Première indépendance (1918-1940)
L'indépendance de la Lituanie est proclamée le 16 février 1918 par le Conseil de Lituanie. À ce moment, le rôle de chef d'État est exercé de facto par le président du præsidium du Conseil, la fonction présidentielle est officiellement instituée le 4 avril 1919 par un amendement à la Constitution provisoire du pays. La nouvelle Constitution, adoptée en 1922, confirme le rôle de président qui est désormais élu pour un mandat de trois ans par le Seimas.
Après le coup d'État du 17 décembre 1926, la présidence est exercée de manière autoritaire par Antanas Smetona jusqu'en 1940. Il adopte une nouvelle Constitution en 1928, qui voit le pays passer à un régime présidentiel avec un président doté de larges prérogatives élu par un collège électoral au suffrage universel indirect pour un mandat de sept ans.
| No | Portrait                | Titulaire (Naissance-mort)          | Élection                | Mandat           | Mandat                                       | Mandat                     | Parti politique | Parti politique | Réf.  |
| No | Portrait                | Titulaire (Naissance-mort)          | Élection                | Début            | Fin                                          | Durée                      | Parti politique | Parti politique | Réf.  |
| --- | ----------------------- | ----------------------------------- | ----------------------- | ---------------- | -------------------------------------------- | -------------------------- | --------------- | --------------- | ----- |
| 1 | Antanas Smetona         | Antanas Smetona (1874-1944)         | 1919                    | 6 avril 1919     | 19 juin 1920                                 | 1 an, 2 mois et 13 jours   |                 | TPP             | [ 2 ] |
| 2 | Aleksandras Stulginskis | Aleksandras Stulginskis (1885-1969) | intérim                 | 19 juin 1920     | 21 décembre 1922                             | 5 ans, 11 mois et 19 jours |                 | LKDP            | [ 3 ] |
| 2 | Aleksandras Stulginskis | Aleksandras Stulginskis (1885-1969) | 1922                    | 21 décembre 1922 | 7 juin 1926                                  | 5 ans, 11 mois et 19 jours |                 | LKDP            | [ 3 ] |
| 3 | Kazys Grinius           | Kazys Grinius (1866-1950)           | Juin 1926               | 7 juin 1926      | 17 décembre 1926 (déposé par un coup d'État) | 6 mois et 10 jours         |                 | LVLS            | [ 4 ] |
| À la suite du coup d'État du 17 décembre 1926, Jonas Staugaitis et Aleksandras Stulginskis assurent l'intérim du 18 au 19 décembre 1926. |                         |                                     |                         |                  |                                              |                            |                 |                 |       |
| (1) | Antanas Smetona         | Antanas Smetona (1874-1944)         | Décembre 1926 1931 1938 | 19 décembre 1926 | 15 juin 1940                                 | 13 ans, 5 mois et 27 jours |                 | LTS             | [ 2 ] |

### Période d'occupation soviétique (1940-1990)
La présidence autoritaire d'Antanas Smetona est interrompue le 15 juin 1940, dans le contexte de l'occupation puis plus tard de l'annexion des États baltes par l'Union soviétique. La présidence de la République est alors exercée de jure pendant deux jours en intérim par le Premier ministre Antanas Merkys avant son remplacement par Justas Paleckis placé à la tête du pays par les Soviétiques, jusqu'à l'abolition de la fonction le 24 août 1940, et ce, jusqu'au retour de l'indépendance du pays en 1990. Pendant la période d'occupation soviétique, de 1940 à 1990, la fonction est remplacée par le præsidium du Soviet suprême de la république socialiste soviétique de Lituanie.
| No | Portrait        | Titulaire (Naissance-mort)  | Élection | Mandat       | Mandat                         | Mandat            | Parti politique | Parti politique | Réf.  |
| No | Portrait        | Titulaire (Naissance-mort)  | Élection | Début        | Fin                            | Durée             | Parti politique | Parti politique | Réf.  |
| -- | --------------- | --------------------------- | -------- | ------------ | ------------------------------ | ----------------- | --------------- | --------------- | ----- |
| —  | Antanas Merkys  | Antanas Merkys (1877-1955)  | intérim  | 15 juin 1940 | 17 juin 1940                   | 2 jours           |                 | LTS             | [ 6 ] |
| —  | Justas Paleckis | Justas Paleckis (1899-1980) | intérim  | 17 juin 1940 | 25 août 1940 (fonction abolie) | 2 mois et 8 jours |                 | LKP             | [ 7 ] |

En 2009 puis en 2018, le Seimas reconnaît comme président de la république de Lituanie à titre posthume Jonas Žemaitis-Vytautas et Adolfas Ramanauskas, tous les deux chefs de la résistance lituanienne pendant la période d'occupation soviétique.
| Portrait                | Titulaire (Naissance-mort)          | Date de reconnaissance | Mandat           | Mandat           | Mandat                    | Réf.  |
| Portrait                | Titulaire (Naissance-mort)          | Date de reconnaissance | Début            | Fin              | Durée                     | Réf.  |
| ----------------------- | ----------------------------------- | ---------------------- | ---------------- | ---------------- | ------------------------- | ----- |
| Jonas Žemaitis-Vytautas | Jonas Žemaitis-Vytautas (1905-1954) | 12 mars 2009           | 16 février 1949  | 26 novembre 1954 | 5 ans, 9 mois et 10 jours | [ 8 ] |
| Adolfas Ramanauskas     | Adolfas Ramanauskas (1918-1957)     | 20 novembre 2018       | 26 novembre 1954 | 29 novembre 1957 | 3 ans et 3 jours          | [ 9 ] |

### Rétablissement de l'indépendance (depuis 1990)
La proclamation de l'acte de rétablissement de l'État lituanien le 11 mars 1990, par le Conseil suprême de la république de Lituanie, marque le rétablissement de l'indépendance du pays vis-à-vis de l'Union soviétique. Dans l'attente de l'entrée en vigueur d'une nouvelle Constitution et de la mise en place des institutions indépendantes, le président du Conseil suprême Vytautas Landsbergis exerce le rôle de chef d'État du 11 mars 1990 au 25 novembre 1992 conformément à loi fondamentale provisoire,.
Après la promulgation de la Constitution en 1992, la fonction présidentielle est rétablie et dans l'attente de l'élection d'un titulaire, le président du Seimas — le parlement du pays — exerce par intérim la présidence de la République au regard des dispositions de l'article 89 de la Constitution et de l'article 6 de la loi relative à la procédure d'entrée en vigueur de la Constitution,. La première élection présidentielle depuis le rétablissement de l'indépendance intervient le 14 février 1993 et voit la victoire d'Algirdas Brazauskas. Ce dernier est alors président du Seimas et par ce fait président de la République par intérim.
| No  | Portrait             | Titulaire (Naissance-mort)        | Élection  | Mandat           | Mandat                  | Mandat                    | Parti politique | Parti politique | Réf.   |
| No  | Portrait             | Titulaire (Naissance-mort)        | Élection  | Début            | Fin                     | Durée                     | Parti politique | Parti politique | Réf.   |
| --- | -------------------- | --------------------------------- | --------- | ---------------- | ----------------------- | ------------------------- | --------------- | --------------- | ------ |
| —   | Vytautas Landsbergis | Vytautas Landsbergis (né en 1932) | intérim   | 11 mars 1990     | 25 novembre 1992        | 2 ans, 8 mois et 14 jours |                 | Sąjūdis         | [ 11 ] |
| 4   | Algirdas Brazauskas  | Algirdas Brazauskas (1932-2010)   | intérim   | 25 novembre 1992 | 25 février 1993         | 5 ans et 3 mois           |                 | LDDP            | [ 15 ] |
| 4   | Algirdas Brazauskas  | Algirdas Brazauskas (1932-2010)   | 1993      | 25 février 1993  | 25 février 1998         | 5 ans et 3 mois           |                 | LDDP            | [ 15 ] |
| 5   | Valdas Adamkus       | Valdas Adamkus (né en 1926)       | 1997-1998 | 26 février 1998  | 26 février 2003         | 5 ans                     |                 | Indépendant     | [ 16 ] |
| 6   | Rolandas Paksas      | Rolandas Paksas (né en 1956)      | 2002-2003 | 26 février 2003  | 6 avril 2004 (destitué) | 1 an, 1 mois et 11 jours  |                 | LDP             | [ 17 ] |
| —   | Artūras Paulauskas   | Artūras Paulauskas (né en 1953)   | intérim   | 6 avril 2004     | 12 juillet 2004         | 3 mois et 6 jours         |                 | NS              | [ 18 ] |
| (5) | Valdas Adamkus       | Valdas Adamkus (né en 1926)       | 2004      | 12 juillet 2004  | 12 juillet 2009         | 5 ans                     |                 | Indépendant     | [ 16 ] |
| 7   | Dalia Grybauskaitė   | Dalia Grybauskaitė (née en 1956)  | 2009      | 12 juillet 2009  | 12 juillet 2014         | 10 ans                    |                 | Indépendant     | [ 19 ] |
| 7   | Dalia Grybauskaitė   | Dalia Grybauskaitė (née en 1956)  | 2014      | 12 juillet 2014  | 12 juillet 2019         | 10 ans                    |                 | Indépendant     | [ 19 ] |
| 8   | Gitanas Nausėda      | Gitanas Nausėda (né en 1964)      | 2019      | 12 juillet 2019  | 12 juillet 2024         | 6 ans et 13 jours         |                 | Indépendant     | [ 20 ] |
| 8   | Gitanas Nausėda      | Gitanas Nausėda (né en 1964)      | 2024      | 12 juillet 2024  | en cours                | 6 ans et 13 jours         |                 | Indépendant     | [ 20 ] |

## Observations générales

### Records
- Mandat le plus long : Antanas Smetona (13 ans, 5 mois et 27 jours, seconde présidence).
- Mandat le plus court : Kazys Grinius (6 mois et 10 jours).
- Plus grand nombre de mandats : Antanas Smetona  (quatre mandats).
- Chef d'État le plus jeune à sa prise de fonction : Aleksandras Stulginskis (33 ans, par intérim).
- Chef d'État le plus vieux à sa prise de fonction : Valdas Adamkus (78 ans, seconde présidence).
- Chef d'État le plus jeune en quittant ses fonctions : Aleksandras Stulginskis (41 ans).
- Chef d'État le plus vieux en quittant ses fonctions : Valdas Adamkus (83 ans).

### Classement des présidents par durée de mandat
Le tableau ci-dessous dresse la liste décroissante de la durée de mandat des présidents de plein exercice, ne sont donc pas indiqué les présidents ayant exercé la fonction par intérim. Les périodes d'exercice de la fonction par intérim d'Aleksandras Stulginskis (de 1919 à 1922) et de Algirdas Brazauskas (en 1992) ne sont pas inclus dans la durée de leur mandat.
| Rang | Titulaire               | En jours    | En années                  | Mandat      | Commentaire                                                      |
| ---- | ----------------------- | ----------- | -------------------------- | ----------- | ---------------------------------------------------------------- |
| 1    | Antanas Smetona         | 4 927 jours | 13 ans, 5 mois et 27 jours | 1926-1940   | Seconde présidence.                                              |
| 2    | Dalia Grybauskaitė      | 3 652 jours | 10 ans                     | 2009-2019   | Première femme présidente.                                       |
| 3    | Gitanas Nausėda         | 2 205 jours | 6 ans et 13 jours          | Depuis 2019 | Actuel président en exercice.                                    |
| 4    | Algirdas Brazauskas     | 1 826 jours | 5 ans                      | 1993-1998   | Premier président élu après le rétablissement de l'indépendance. |
| 4    | Valdas Adamkus          | 1 826 jours | 5 ans                      | 1998-2003   | Première présidence                                              |
| 4    | Valdas Adamkus          | 1 826 jours | 5 ans                      | 2004-2009   | Seconde présidence                                               |
| 5    | Aleksandras Stulginskis | 1 264 jours | 3 ans, 5 mois et 17 jours  | 1922-1926   | Président par intérim de 1919 à 1922.                            |
| 6    | Antanas Smetona         | 440 jours   | 1 an, 2 mois et 13 jours   | 1919-2020   | Premier président du pays et première présidence.                |
| 7    | Rolandas Paksas         | 405 jours   | 1 an, 1 mois et 11 jours   | 2003-2004   | Destitué par le Seimas.                                          |
| 8    | Kazys Grinius           | 193 jours   | 6 mois et 10 jours         | 1926        | Déposé par le coup d'État de 1926.                               |